# Save Me (Anouk)
Save Me is een downloadsingle van Anouk. Het is de vierde single afkomstig van haar album To get her together.

## Hitnotering
Het kende net als de andere singles van dat album een matig succes (met uitzondering van Down & dirty). In België kwam het “slechts” tot de tipparade.

### Nederlandse Top 40
| Positie: | 32 | 31 | 37 | 40 | uit |

### NederlandseSingle Top 100
| Positie: | 82 | 63 | 68 | 54 | 41 | 58 | 62 | 86 | 90 | 100 | uit |

### NPO Radio 2 Top 2000
Save me stond alleen in 2011 in de NPO Radio 2 Top 2000, op plek 1770.